# Fiat 1300/1500
Fiat 1300 și Fiat 1500 sunt o serie de automobile cu motor frontal și tracțiune spate, fabricate și comercializate de Fiat între 1961 și 1967, înlocuind modelele Fiat 1400 și Fiat 1200 coupé, spyder și cabriolet. Modelele 1300 și 1500 erau substantialmente identice, diferența principală fiind cilindreea motorului, așa cum indică numele lor, și erau disponibile în variante de caroserie sedan, station wagon, convertible și coupé. 
Modelele 1300/1500 și derivatele lor au fost asamblate și de Zastava în Iugoslavia, de subsidiara germană a Fiat, Neckar Automobil AG, precum și în Africa de Sud. Șasiul modelului 1500 C a fost folosit ca bază pentru succesorul său, Fiat 125, în timp ce un alt model, Polski Fiat 125p, fabricat de producătorul polonez FSO, a fost creat prin combinarea caroseriei modelului 125 cu componentele mecanice (motoare, cutie de viteze, transmisie, suspensie) ale modelelor 1300/1500. În gama italiană, modelul 1300 a fost înlocuit de Fiat 124 în 1966, iar modelul 1500 de Fiat 125 un an mai târziu.
La nivel global, producția totală a însumat 1.900.000 de unități.

## Design
Modelele 1300 și 1500 erau echipate cu motoare montate longitudinal în partea frontală, acționând puntea spate printr-o cutie manuală în patru trepte, comandată de o manetă pe coloana de direcție. Motoarele utilizate erau două versiuni ale aceluiași concept, diferențiate în principal prin dimensiunea alezajului:
- Fiat 1300 – 1295 cm³ (alezaj 72 x cursă 79,5 mm) motor OHV cu 4 cilindri în linie, generând 60 CP (45 kW) la 5.000 rpm.
- Fiat 1500 – 1481 cm³ (alezaj 77 x cursă 79,5 mm) motor OHV cu 4 cilindri în linie, producând 73 CP (54 kW) la 5.400 rpm.

Ambele motoare aveau chiulase din aliaj, cu arbori cu came dubli și supape de admisie înclinate la 45 de grade. Motoarele 1300 și 1500 erau o variantă cu patru cilindri a motoarelor cu șase cilindri de pe modelele Fiat 1800 și 2100. Datorită componentelor și designului comun, Fiat a optimizat costurile de fabricație și timpul de dezvoltare.
Un element inovator pentru acea vreme era echiparea cu frâne pe disc pe puntea față.
Ambele variante au început cu un ampatament de 2.425 mm, dar din 1964, ampatamentul modelului Fiat 1500 a fost mărit la 2.505 mm. Această versiune mai lungă a fost denumită 1500 C și a primit, de asemenea, trei cai putere în plus (pentru un total de 75 CP), precum și alte îmbunătățiri, inclusiv frâne asistate și stopuri mai mari, echipate cu lămpi pentru marșarier.
Modelele Coupé și Cabriolet, proiectate de Pininfarina, ale modelului anterior 1200, au continuat să fie produse cu o caroserie în mare parte neschimbată, deși erau acum echipate cu motorul mai mare de 1,5 litri. Versiunile echipate cu motoare O.S.C.A., 1600 S Coupé și Cabriolet, au rămas, de asemenea, disponibile. Toate modelele coupé și decapotabile au fost înlocuite de noile 124 coupé și spider în 1966.
Importatorul din Noua Zeelandă, Torino Motors, a comercializat modelul 1500 sub denumirea de „Crusader”, cu embleme personalizate. În Africa de Sud, dealerii puteau oferi, de asemenea, modelul „1500 OTS”, o versiune modificată pentru performanță superioară, disponibilă în două configurații. Comparativ cu versiunea standard de 83 CP (62 kW) SAE, modelul OTS genera 96 CP (72 kW) SAE. Au fost oferite și diverse dotări suplimentare, inclusiv suspensie coborâtă și o conversie la un schimbător de viteze montat pe podea.

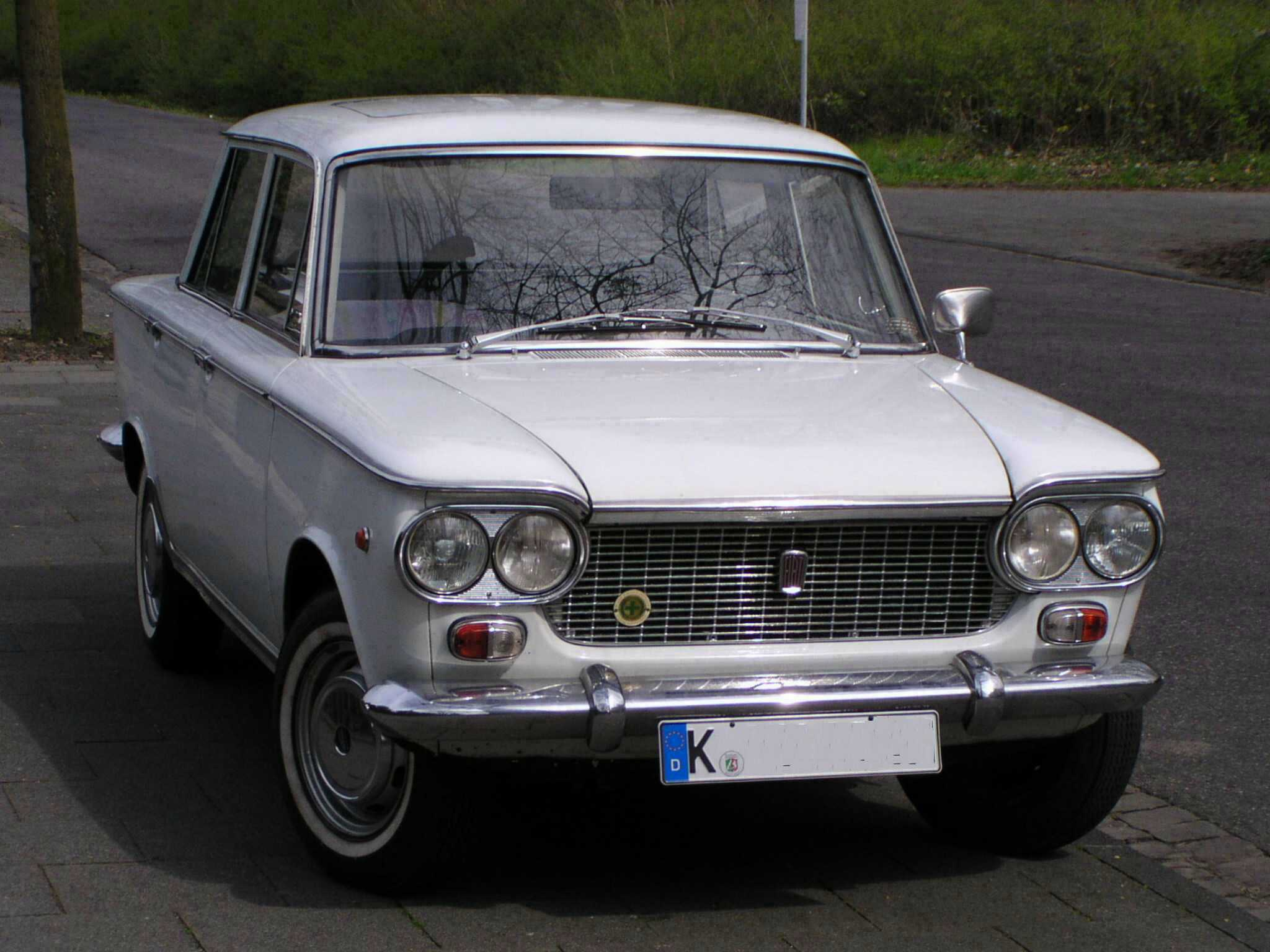
Fiat 1300 - fața
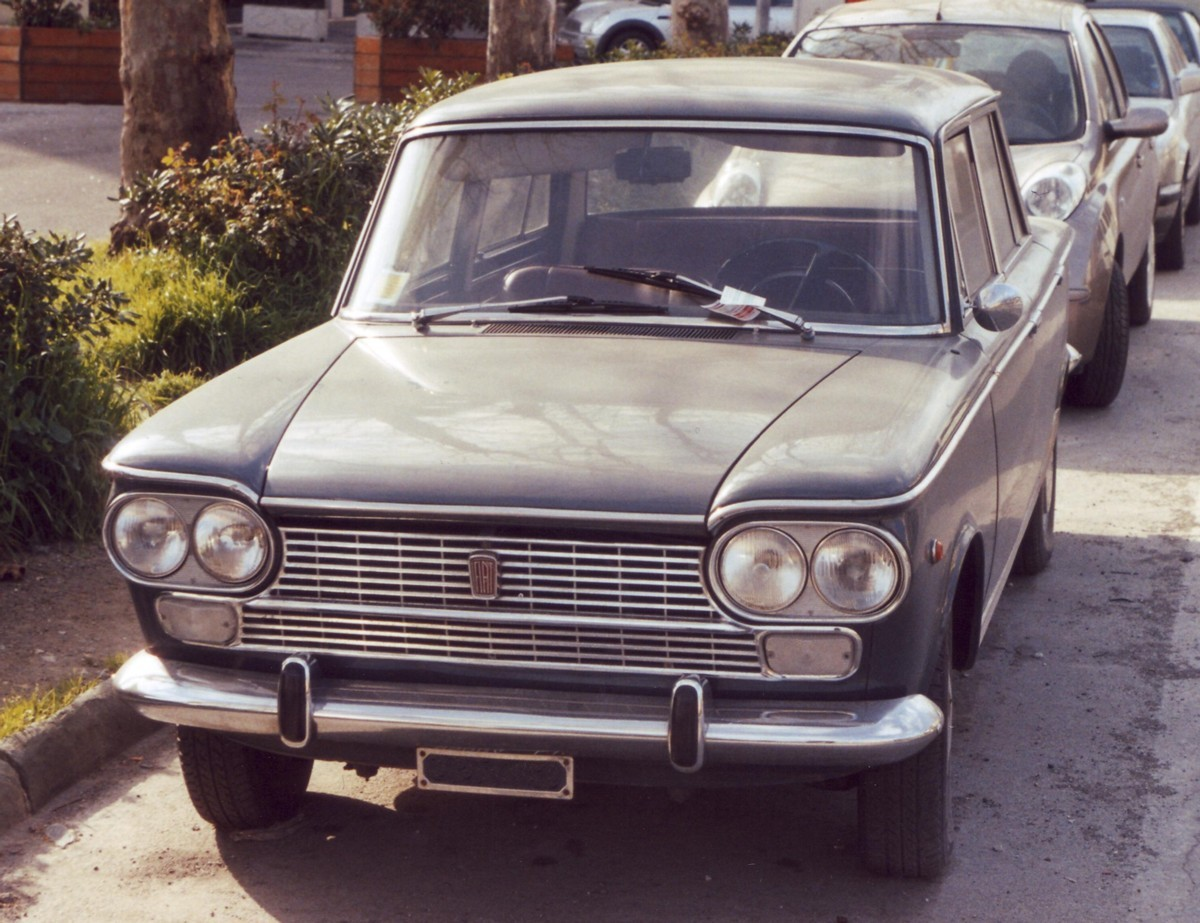
Fiat 1500 C - fața
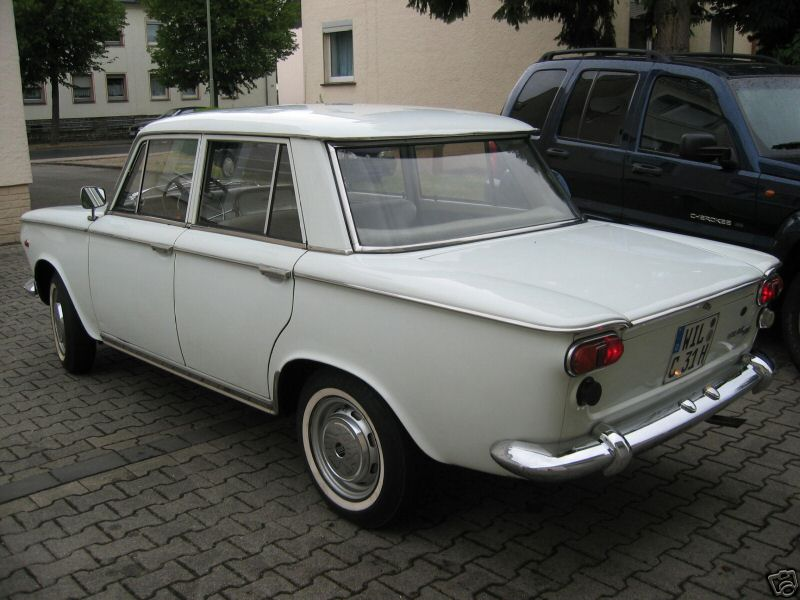
Fiat 1300 din 1965 - spate
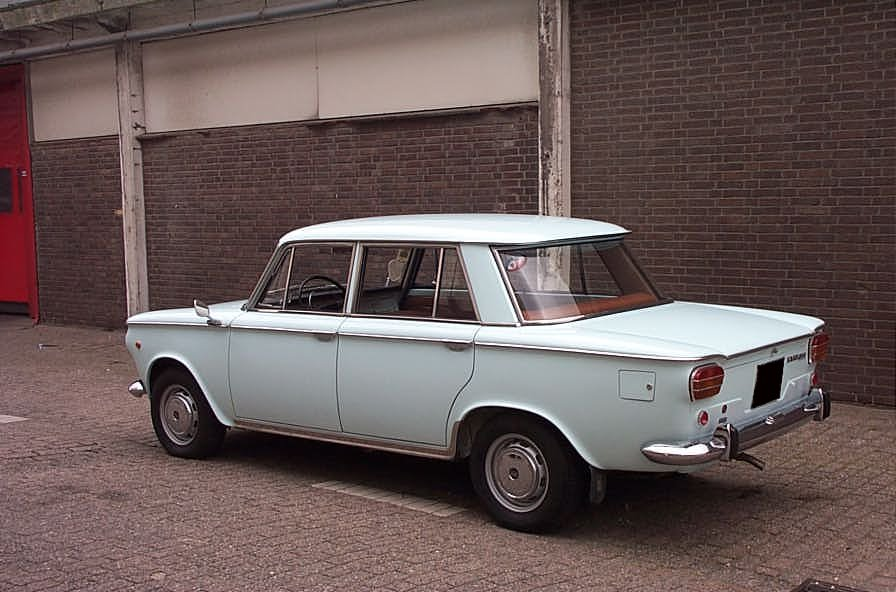
Fiat 1500 C din 1966 - spate
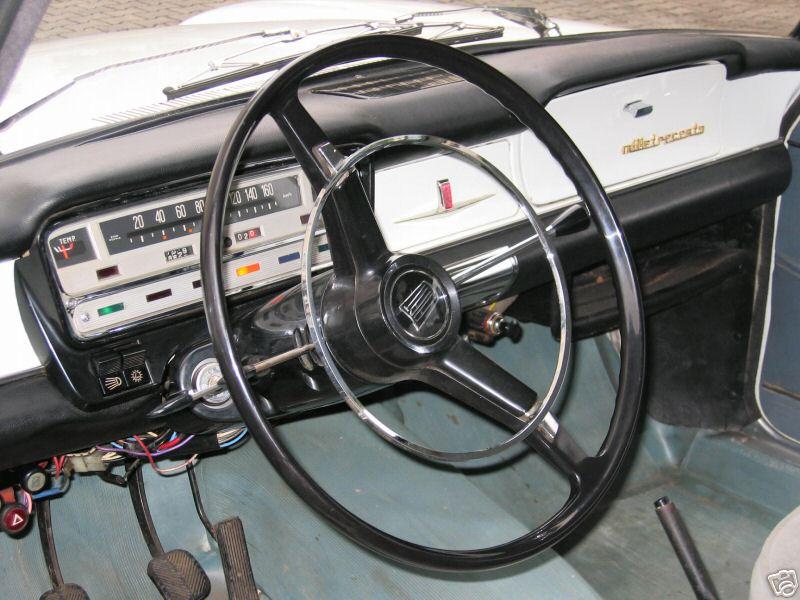
Fiat 1300 din 1965 - interior
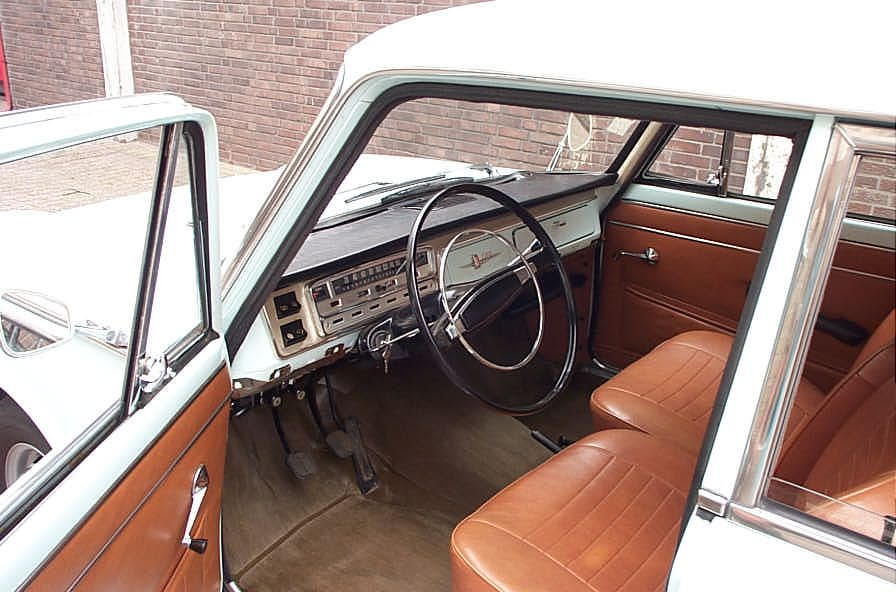
Fiat 1500 C din 1966 - interior
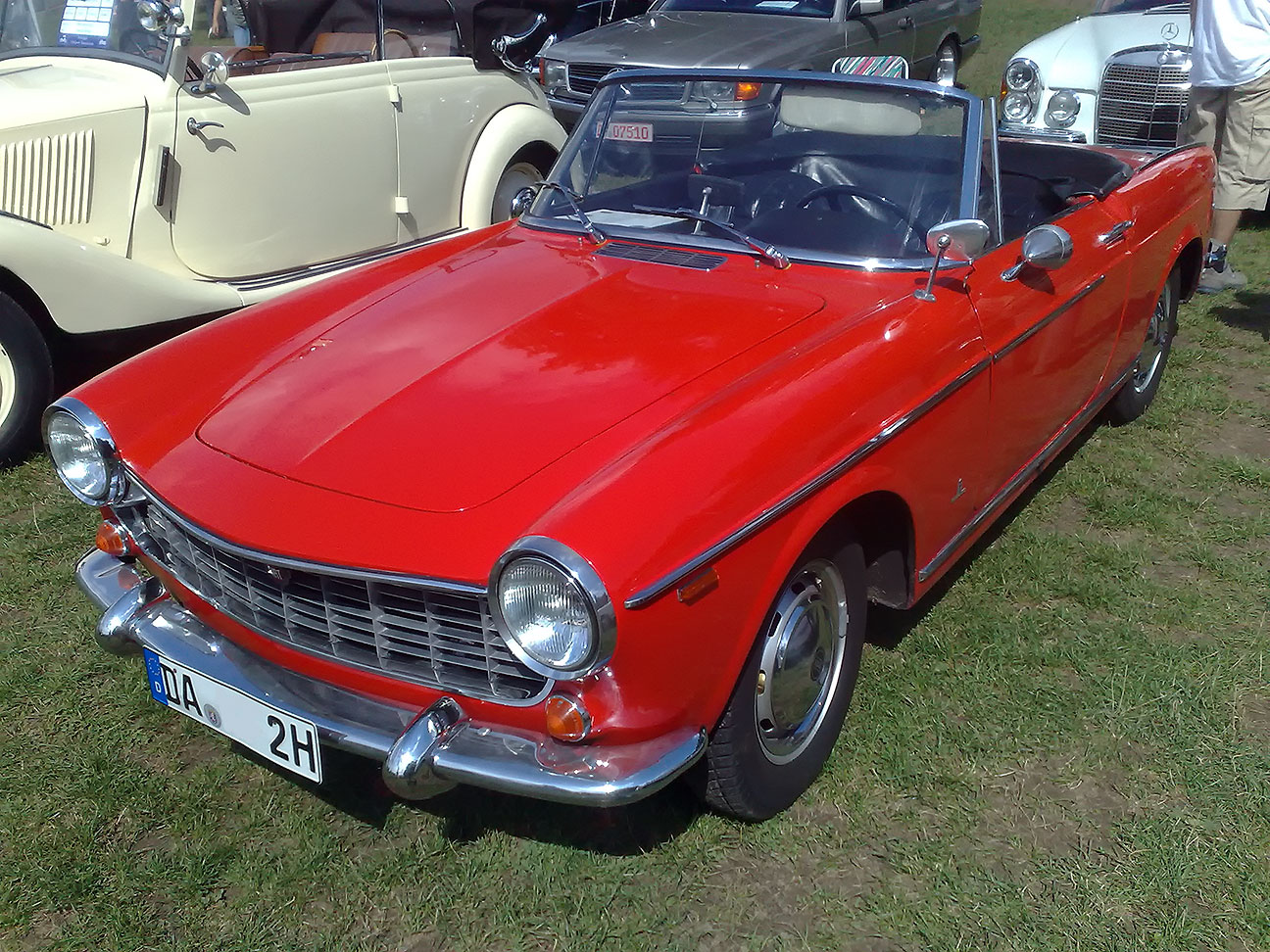
Fiat 1500 Cabriolet
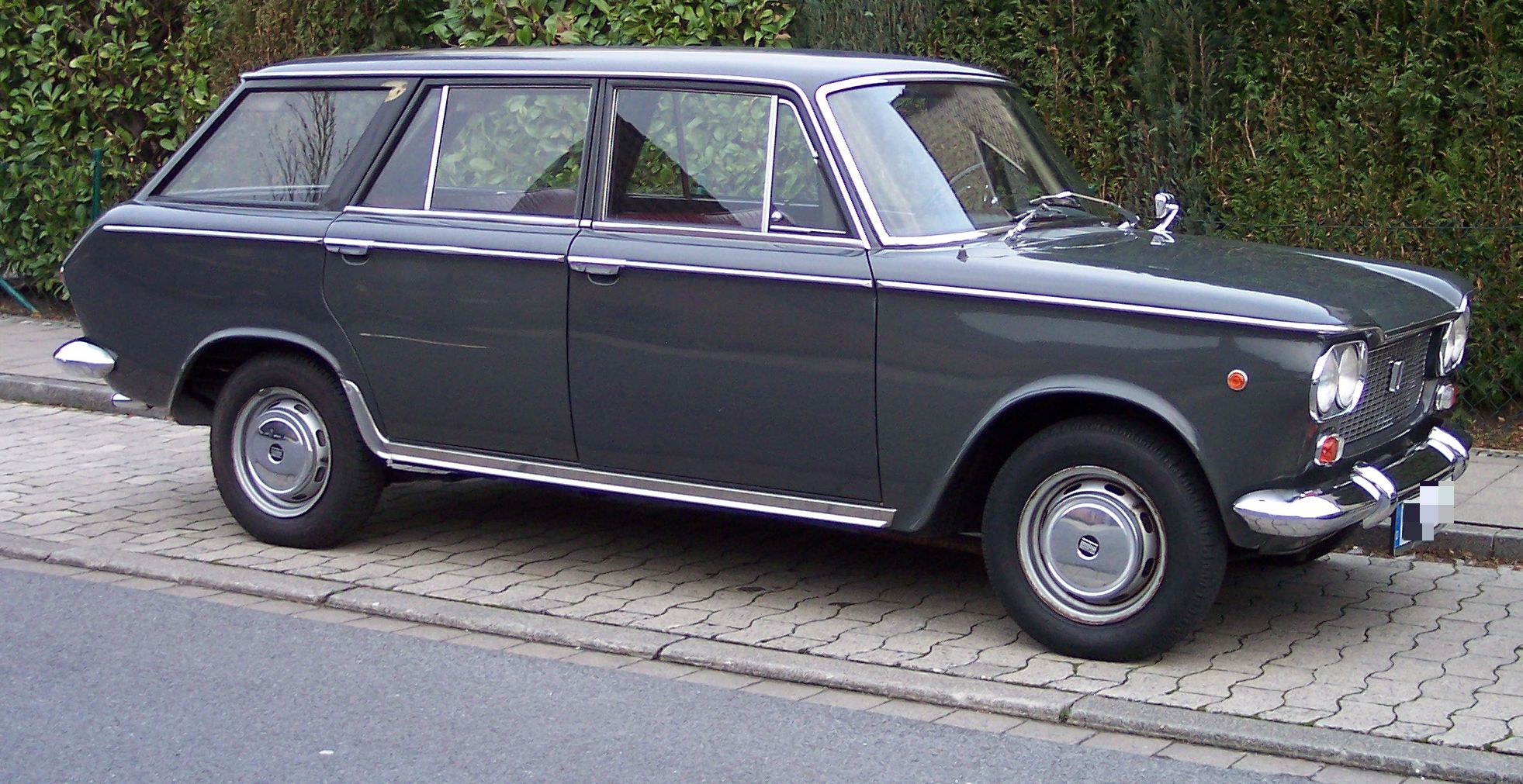
Fiat 1300 Familiare
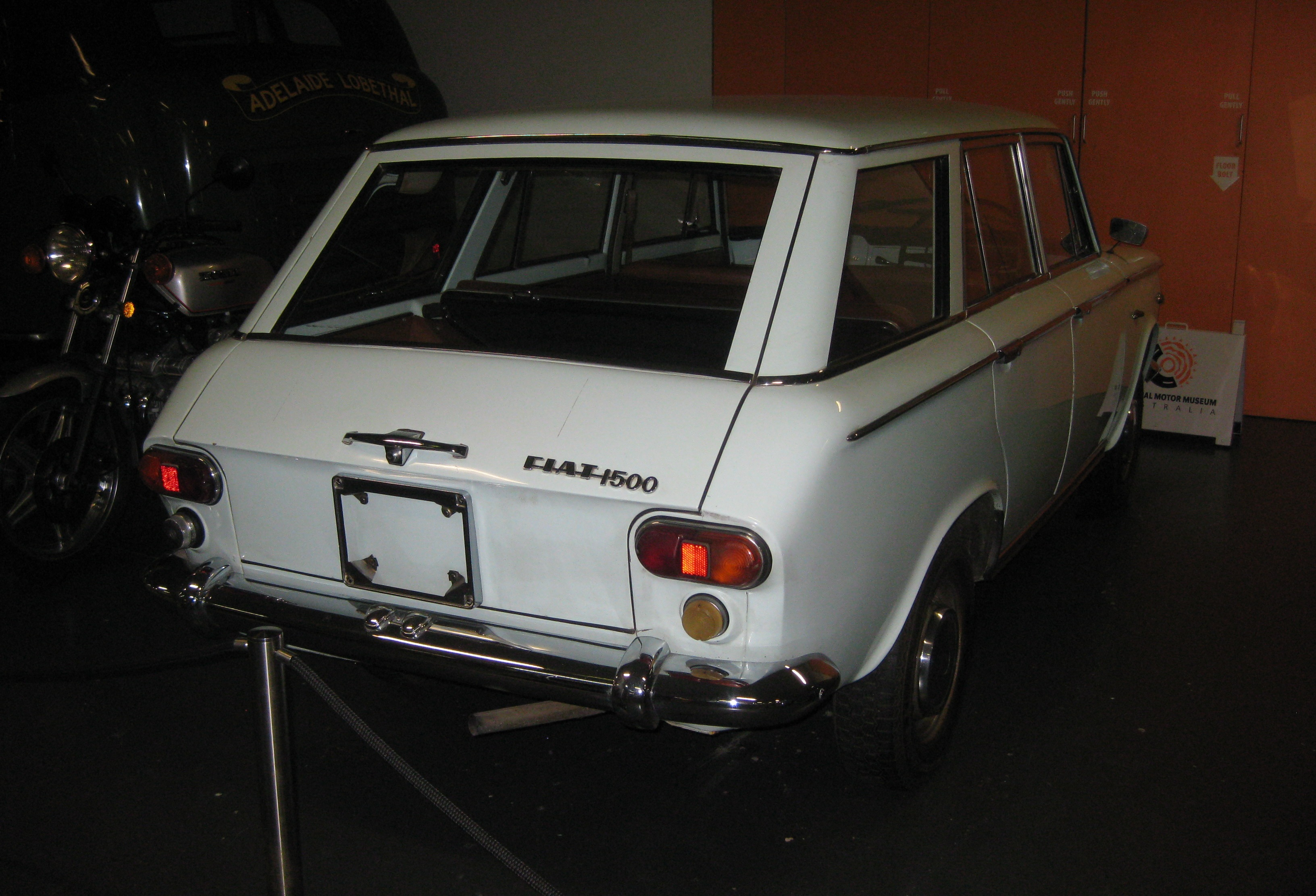
Fiat 1500 Wagon
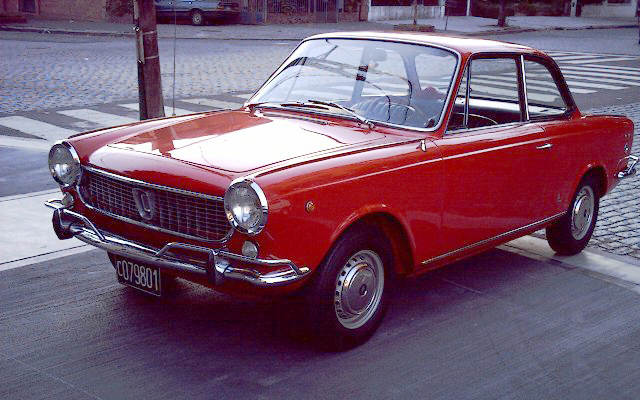
Fiat 1500 Coupé Vignale

## Fiat 1500 L / 1500 Taxi
Modelul 1500 L reprezintă, în esență, un Fiat 1800 echipat cu motorul de 1500 cm³, litera „L” fiind adăugată pentru a-l diferenția de modelul mai compact, fără legătură directă. Versiunea Taxi a debutat în 1962 și avea motorul detunat la 60 CP (45 kW). Modelul 1500 L („Lunga” – „lung” în italiană) a fost echipat inițial cu același motor de 72 CP (54 kW) ca modelul standard 1500, iar în 1964 a fost actualizat la 75 CP (56 kW), similar cu Fiat 1500 C.
Modelul 1500 L a fost fabricat și în Barcelona sub numele SEAT 1500, cu un total de 183.652 de unități produse între 1963 și 1975. SEAT l-a denumit pur și simplu 1500, deoarece gama sa nu includea modelele 1300/1500.

## Alte versiuni

### Siata 1500 TS
Siata, producătorul italian de accesorii de tuning și vehicule speciale, a creat un model numit TS sau 1500 TS, care se diferenția de sedanul standard Fiat prin elemente de design, inclusiv vopsea bicromă, dar mai ales prin faptul că motorul era modificat pentru a dezvolta până la 94 CP (70 kW). A fost oferită și o variantă 1500 TS Coupé, cu o caroserie unică proiectată de Giovanni Michelotti. Atât sedanul, cât și coupé-ul au fost produse și de filiala germană Fiat, Neckar Automobil AG, cunoscută anterior sub numele de NSU-Fiat, situată în Heilbronn.

### Zastava 1300 și 1500
Producătorul iugoslav Zastava, în colaborare cu Fiat, a asamblat modelele 1300 și 1500, comercializate sub denumirile Zastava 1300 și Zastava 1500. Producția modelului 1300 a continuat după încetarea fabricării acestuia de către Fiat în 1967. În anii 1970, modelele au fost modernizate cu echipamente avansate și redenumite DeLuxe și 1300E. Producția s-a încheiat în decembrie 1979, cu un total de 201.160 de unități fabricate din 1961. Mașina a fost supranumită Tristać (trista înseamnă 300 în limba sârbă). Versiunea sedan a Zastava era identică cu cea Fiat, dar varianta break avea design distinct. Acest model a stat la baza succesorului Fiat 1300/1500, Fiat 124.
Echipată cu frâne pe disc pe toate roțile, tracțiune spate și un motor de până la 72 CP (capabil să propulseze mașina până la o viteză maximă de 155 km/h), Tristać a fost considerat mașina premium preferat din Iugoslavia. Zastava 1300 a fost de asemenea asamblată de Leonidas Lara (C.C.A.) în Bogotá, Columbia. Asamblarea modelelor Zastava în Columbia a început încă din 1969.

### Fiat 1500 Argentinian

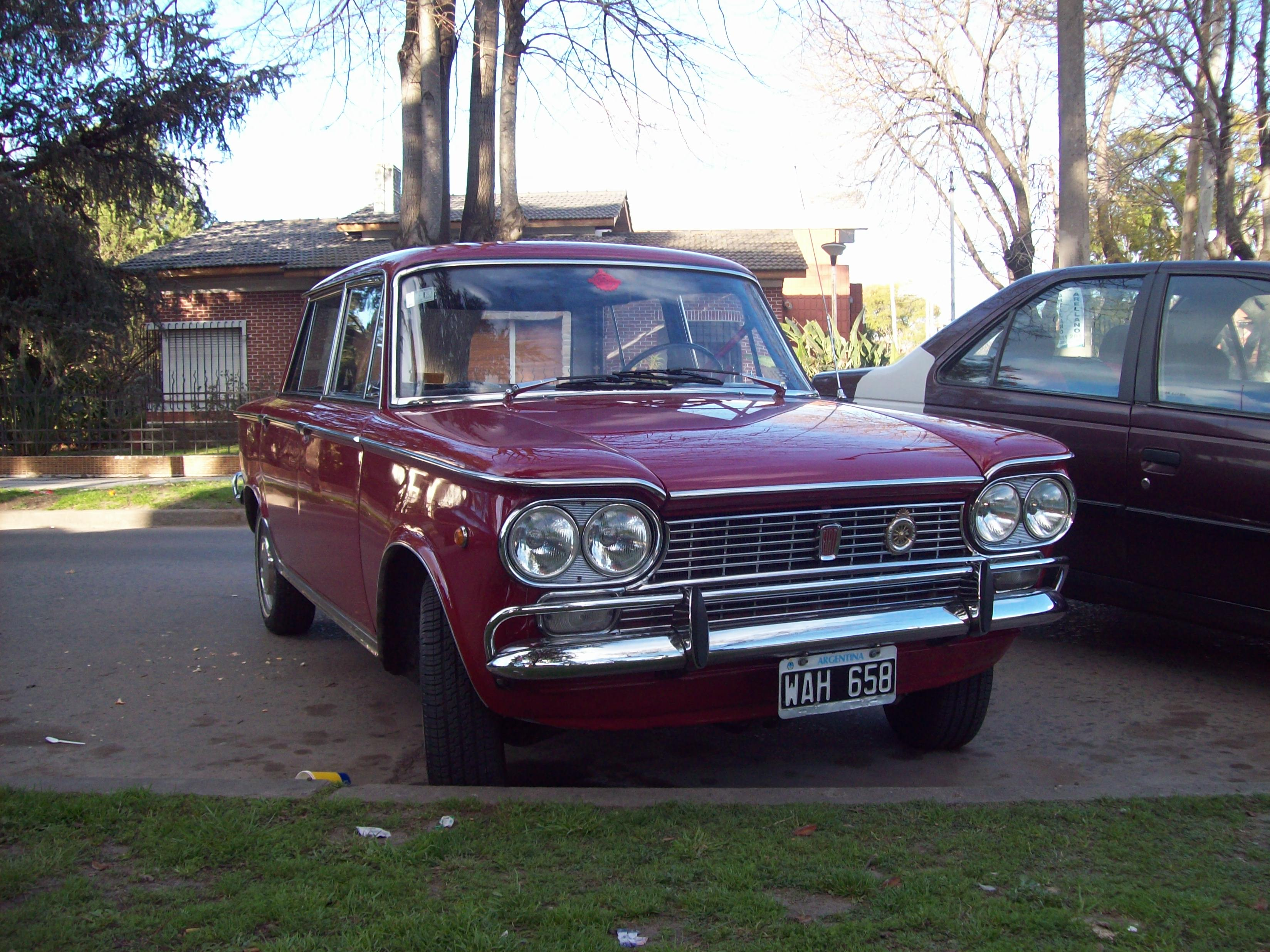
Fiat 1500 fabricat în Argentina

Pentru piața sud-americană, Fiat Concord din Buenos Aires a produs, începând cu 1963, o versiune a modelului 1500. disponibilă în variantele „Berlina”, „Familiar” și o variantă pick-up cu trei locuri pe rândul frontal, denumită „Multicarga”. În total, au fost fabricate 123.059 de exemplare. O versiune coupé cu caroserie Vignale, extrem de rară în Europa, a fost mai comună în Argentina, unde au fost construite 5.228 de unități între 1966 și 1970. Aceste coupé-uri cu patru locuri se deosebeau în câteva detalii minore de cele produse de Vignale în Italia și au servit ca bază pentru modelul 1600 Sport din 1969, un coupé fastback care s-a transformat ulterior în modelul 125 Sport, destinat exclusiv pieței argentine. Modelul 1600 a primit o versiune mărită a motorului de 1500, având o capacitate cilindrică de 1625 cm³.  

### Polski Fiat 125p
Deși considerat o variantă a modelului Fiat 125, Polski Fiat 125p era, de fapt, o combinație între caroseria Fiat 125 și motoarele și mecanica provenite de la Fiat 1300/1500.  

## Galerie foto
1300

Vedere din față
Sigla
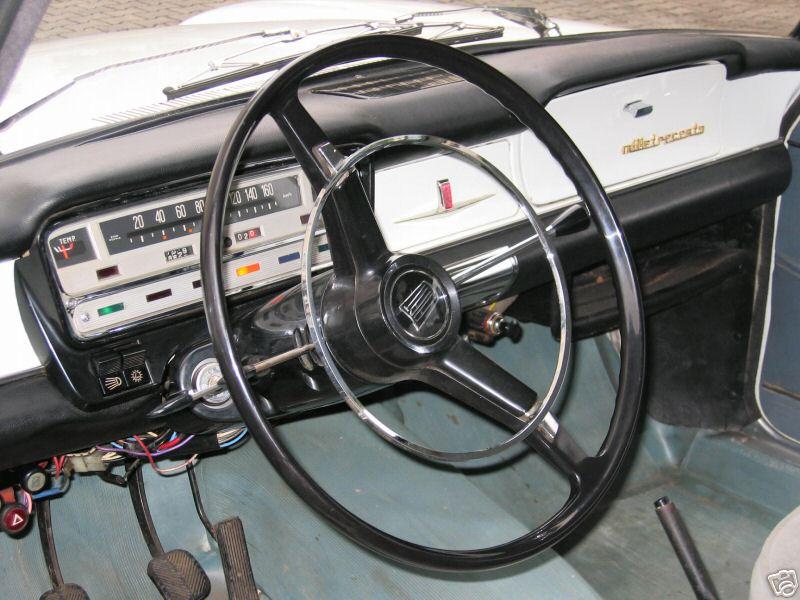
Interior
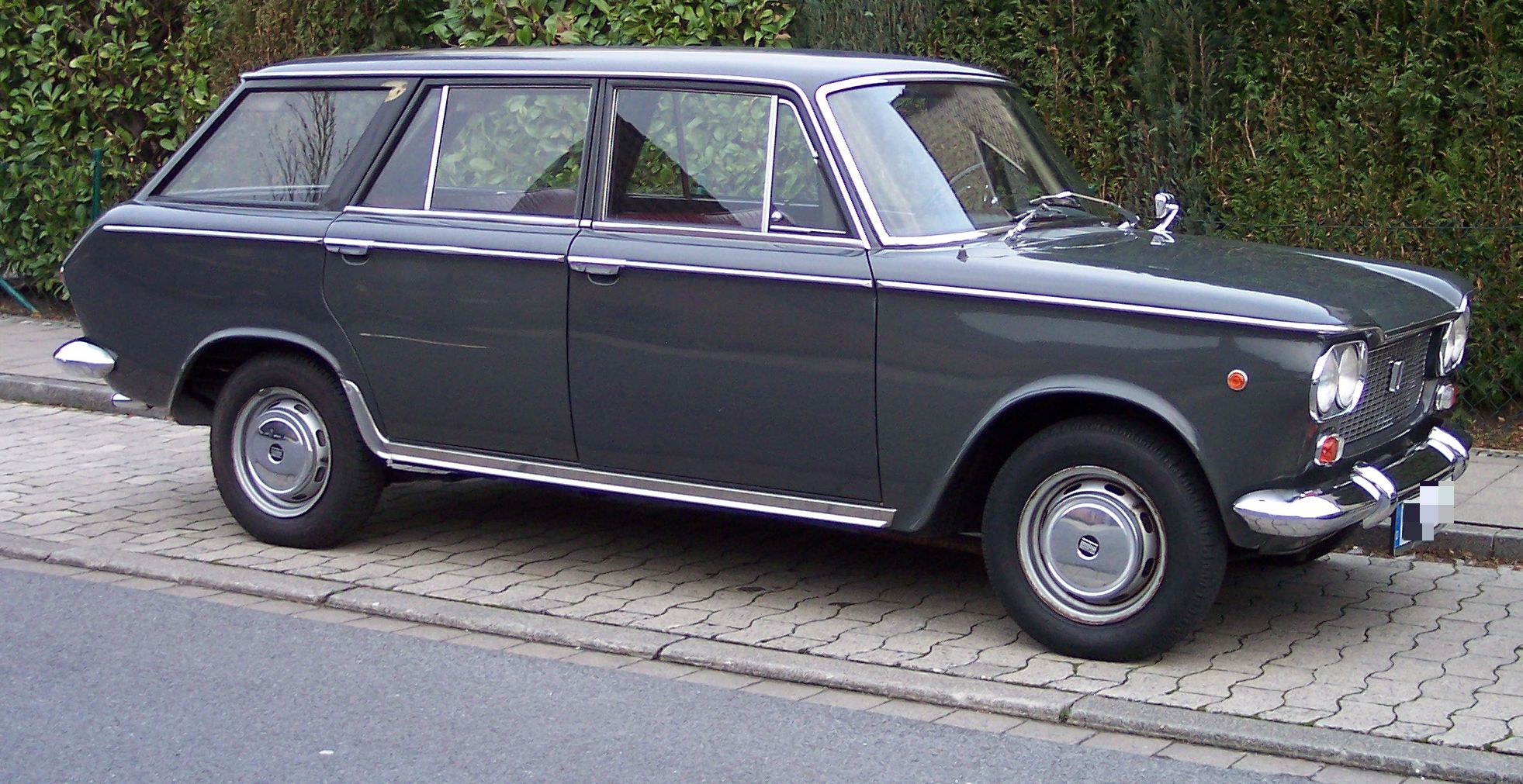
Versiunea combi

1500

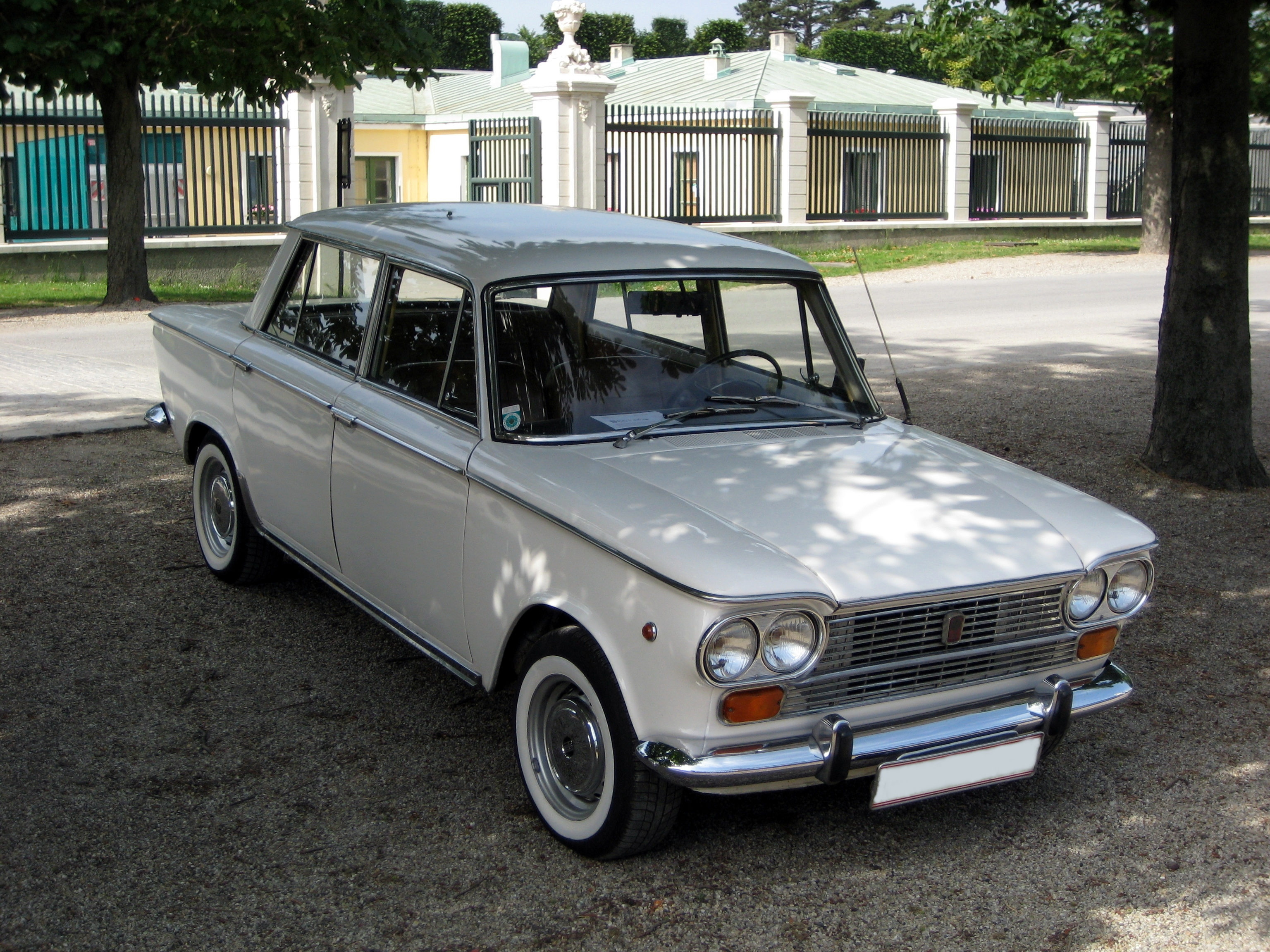
Vedere din față
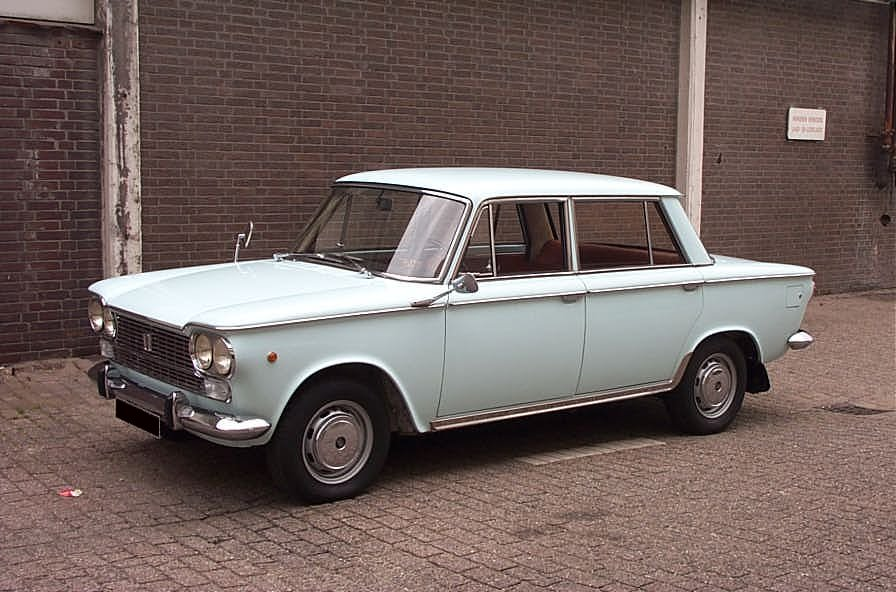
Vedere din lateral
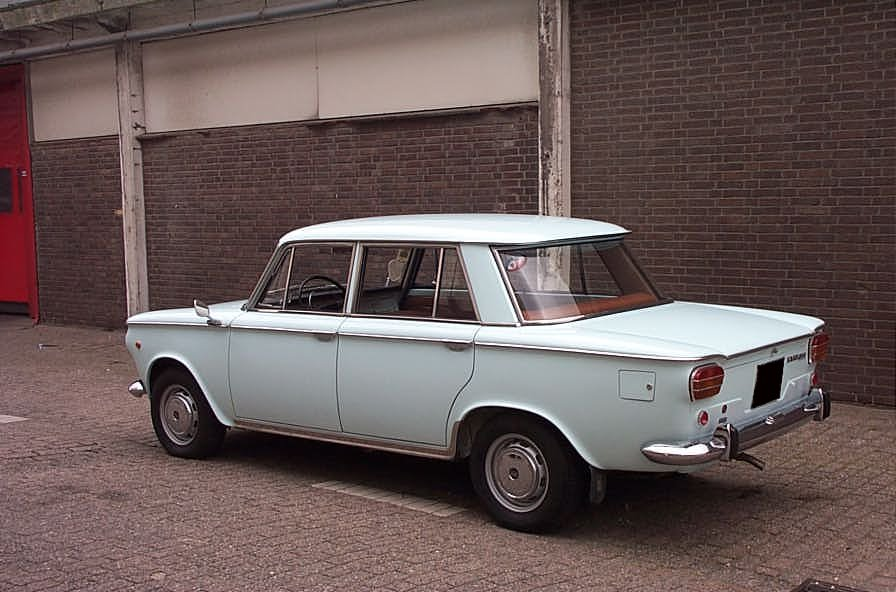
Vedere din spate
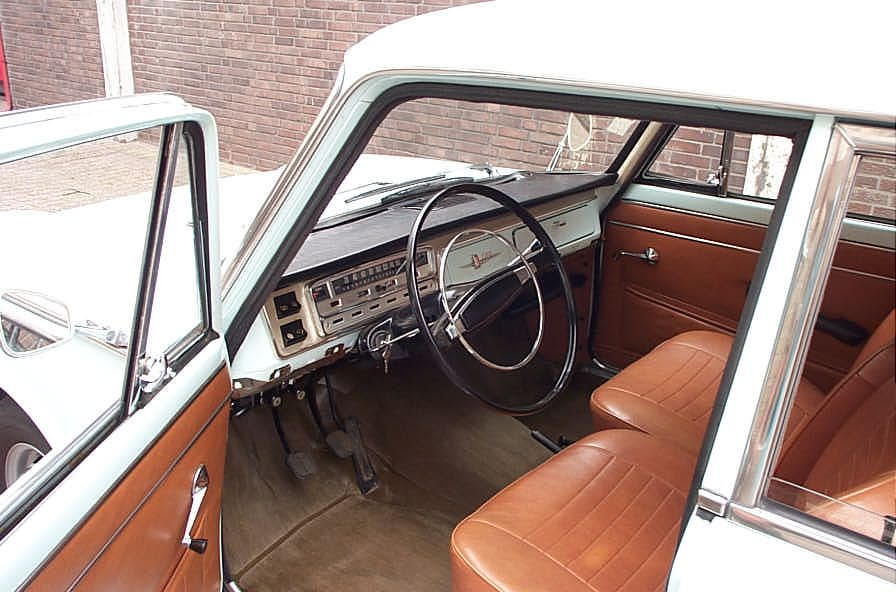
Interior